# Винницький Василь Михайлович
Василь Михайлович Винницький (Вінницький) (нар. 30 січня 1938, село Чайковичі, тепер Самбірського району Львівської області) — український мовознавець, доктор філологічних наук з 1987, професор з 1989.

## Біографія
Народився в селянській родині. Трудову діяльність розпочав у колгоспі імені Сталіна села Чайковичі Рудківського району Дрогобицької області. 1957 року вступив до Дрогобицького державного педагогічного інституту імені Івана Франка.
Закінчив 1962 року музично-філологічний факультет Дрогобицького державного педагогічного інституту імені Івана Франка. Згодом продовжив працювати методистом з наукової роботи.
З 1964 року — викладач кафедри української мови Дрогобицького державного педагогічного інституту імені Івана Франка. 1970 року вступив до аспірантури при кафедрі української мови Запорізького державного педагогічного інституту. Після закінчення аспірантури та захисту кандидатської дисертації повернувся до Дрогобича, працював викладачем, старшим викладачем, доцентом (з 1979 року).
1986 року успішно захистив докторську дисертацію «Акцентна система сучасної української літературної мови»». З 1989 року — професор, з 1987 до 2018 року — завідувач кафедри української мови Дрогобицького державного педагогічного університету імені Івана Франка. До 1991 року був членом КПРС.
У 1996—2016 роках — декан філологічного факультету Дрогобицького державного педагогічного університету імені Івана Франка. З 2018 до вересня 2023 року — професор кафедри української мови Дрогобицького державного педагогічного університету імені Івана Франка.
Досліджував питання української акцентології (монографії «Наголос у сучасній українській мові», 1984; «Українська акцентна система: становлення, розвиток», 2002), правописні питання.
З вересня 2023 року — на пенсії в місті Львові.